# 丽塔·格罗塞-鲁伊肯
丽塔·玛丽亚·瓦尔布尔加·格罗塞-鲁伊肯（德語：Rita Maria Walburga Grosse-Ruyken，1948年11月29—），出生于德国巴伐利亚州的多瑙沃特。她是一名当代德国艺术家，雕塑家，同时也是一名从事多媒体装置艺术，艺术影片制作以及行为艺术的艺术家。她以“光，声，空间，形态”为核心的装置艺术作品主要由动态的纯金和纯银雕塑组成。使她在国际上享有声誉的，是她的个人展览Rays of Light。

## 艺术生涯
丽塔·格罗塞-鲁伊肯成长于一座位于士瓦本－多瑙河地区的村庄。早在年少时期，她就表现出了对自然现象的认知，并发现声音可以作为连接万物的桥梁。
中学毕业后，她在位于慕尼黑的慕尼黑大学（LMU）学习文学以及英语 （1970－1972年）。
1971－1977年，她在来自慕尼黑艺术学院（Academy of Fine Arts, Munich）的Franz Rickert教授和Hermann Juenger教授的指导下，成功自学了打造金器的艺术。除此之外，她还受到了包括构成主义画家Guenther Fruhtrunk教授，以及学院主席、宗教哲学家Aloys Goergen的影响。
1977－1978年，她在巴黎的索邦大学学习艺术史和考古学。毕业之后，她以一位金匠艺术家的身份获得了学位。

从1983年开始，她以自由职业者的身份致力于对雕塑的透明性、颜色、光线以及动态的钻研。

自1993年，经过大量与天体物理学家，音乐家，哲学家，作家，音效技师以及建筑师的持续交流和思想碰撞，她开始涉足行为艺术。同时，她开始探索由动态的纯金和纯银雕塑产生的原声（Primary Sounds）。
自2008年，她开始制作艺术影片。她的作品永久收藏在慕尼黑的国际设计博物馆（The International Design Museum, the Pinakothek der Moderne）。

## 展览经历

### 个人展览
- 2009: Rays of Light – Rita Grosse-Ruyken, Museum für angewandte Kunst Frankfurt

### 团体展览（选）
- 1979: Goldschmiede dieser Zeit. Körper – Schmuck – Zeichen – Raum, Kestnergesellschaft[20]
- 1979: Körper – Zeichen, Städtische Galerie im Lenbachhaus, München[21]
- 1981: Körper, Schmuck, Zeichen, Raum. Goldschmiedearbeiten, Museum of Design, Zürich[22]
- 2004: RITA GROSSE-RUYKEN – DURCHFLUTUNG/RAYS OF LIGHT, (MUSEUM OF ARTS AND DESIGN, NEW YORK CITY & GOETHE INSTITUT, NEW YORK CITY)[23]
- 2004: Welt in Tropfen, (Urania, Berlin)[24]
- 2007: Gulf Art Fair, Dubai (Galerie Thomas, München)[25]
- 2011: Ausstellung Pinakothek München[26]
- 2011: Modern Contemporary, Art Abu Dhabi[27][28]
- 2012: Im Zeichen der Ewigkeit. Positionen zeitgenössischer Kunst, Neues Museum Kloster Schussenried[29][30][31]
- 2012: Quinta Essentia, Deutscher Künstlerbund Berlin[32]
- 2013: intimate, Frameless Gallery London[33]

## 展品目录
- Sabine Runde (Hrsg.): Transformationen – rays of light ( Mit Beiträgen u.a von Hans Wichmann, Aloys Goergen, André Fischer, Friedrich Piel. Texte in Deutsch und Englisch), Museum für Angewandte Kunst, Frankfurt 2009, ISBN 978-3-88270-110-4